# Caradrina confluens
Caradrina confluens là một loài bướm đêm trong họ Noctuidae.